# Pierre Blanche (Pocé-les-Bois)
Pour le menhir de Corsept, voir Menhir des Pierres Blanches.
La Pierre Blanche est un menhir situé à Pocé-les-Bois dans le département français d'Ille-et-Vilaine.

## Historique
Le menhir est mentionné dès 1207 sous le nom de petra alba dans un acte de donation du chevalier Robert de Domagné au prieuré de Sainte-Croix de Vitré. Il est classé au titre des monuments historiques par arrêté du 26 mars 1970.

## Description
Ce menhir en quartz a la forme d'un obélisque avec une base polygonale. Il mesure 3,72 m de haut pour une largeur de 1,54 m et une épaisseur  de 1,35 m.